# 1373
Năm 1373 là một năm trong lịch Julius.